# Plebaan

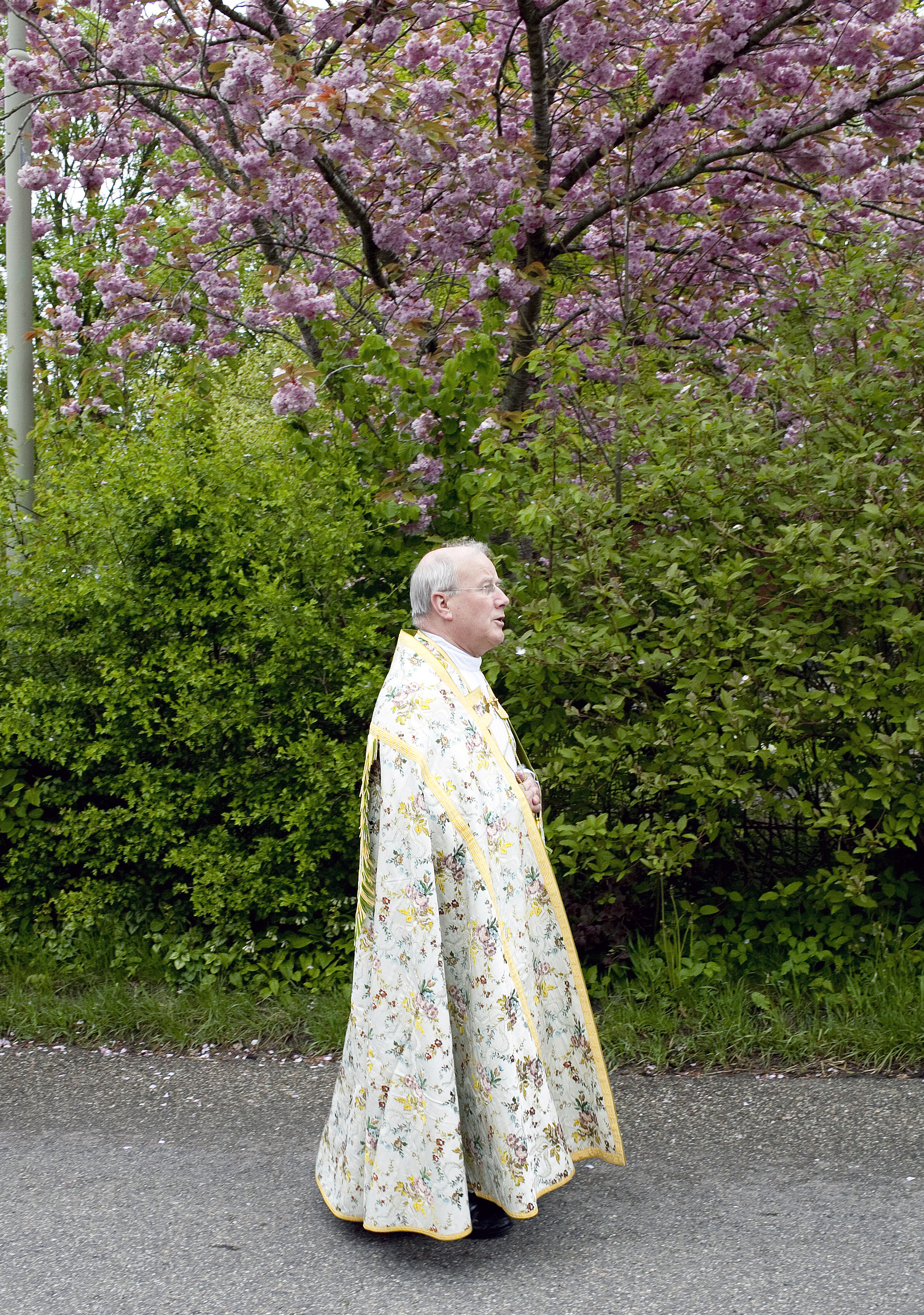
Plebaan Wagenaar van de Sint-Jozefkathedraal in Groningen tijdens een processie naar Onze Lieve Vrouwe van Warfhuizen

In de Rooms-Katholieke Kerk is een plebaan de pastoor van een kathedraal. Hij vervult dan in naam van de bisschop, die ordinarius (formele titularis) van de kathedraal is, de zielzorgtaken van pastoor in de omliggende parochie. Hij is doorgaans tevens kanunnik, zetelend in het kathedraalkapittel.
Het woord komt van plebanus (kerkelijk Latijn), dat stamt van plebs = het (gewone) volk. De anglicaanse tegenhanger voert de meerduidige titel Dean (die veelal Deken betekent).
In de middeleeuwen bezaten de rijkere kapittels naast de kapittelkerk tevens een eigen parochiekerk, meestal direct naast de kapittelkerk gelegen. Terwijl de deken de geestelijke leiding had in de kapittelkerk, had de plebaan (of pastoor) dat in de parochiekerk.